# Магазин купця Ф. Курила (Тростянець)
Магазин купця Ф. Курила (м. Тростянець, Сумська область) — пам'ятка архітектури місцевого значення, одна з найцікавіших в архітектурно-художньому плані споруд торговельного призначення XX ст. на Сумщині.
Знаходиться за адресою: м. Тростянець, вул. Благовіщенська, 26.
1990 року будівлю було виявлено, обстежено, включено до Зводу пам'яток історії та культури України, поставлено на державний облік як пам'ятку архітектури й містобудування місцевого значення відомим дослідником архітектури Віктором Вечерським.
Пам'ятка архітектури зазнала значного пошкодження навесні 2022 року під час російської окупації.

## Історія
Двоповерховий мурований будинок збудовано 1908 року на замовлення Федора Васильовича Курила — представника відомої купецької династії Курилів (Курилових) з Охтирки. Будівля знаходиться в історичному середмісті Тростянця.
На першому поверсі були магазини й товарні склади, на другому — контора та житлові приміщення. На початку XXI ст. на першому поверсі будинку були крамниці, на другому — офісні приміщення.
Під час окупації міста російськими військами у будівлю влучив снаряд, були зруйновані дах, стіни, вибиті вікна.
Фахівці-пам'яткоохоронці на чолі з генеральний директором Національного музею Революції Гідності, координатором гуманітарної ініціативи «Штаб порятунку спадщини» Ігорем Пошивайлом провели обстеження та експертизу будинку, який отримав критичні пошкодження.

## Галерея

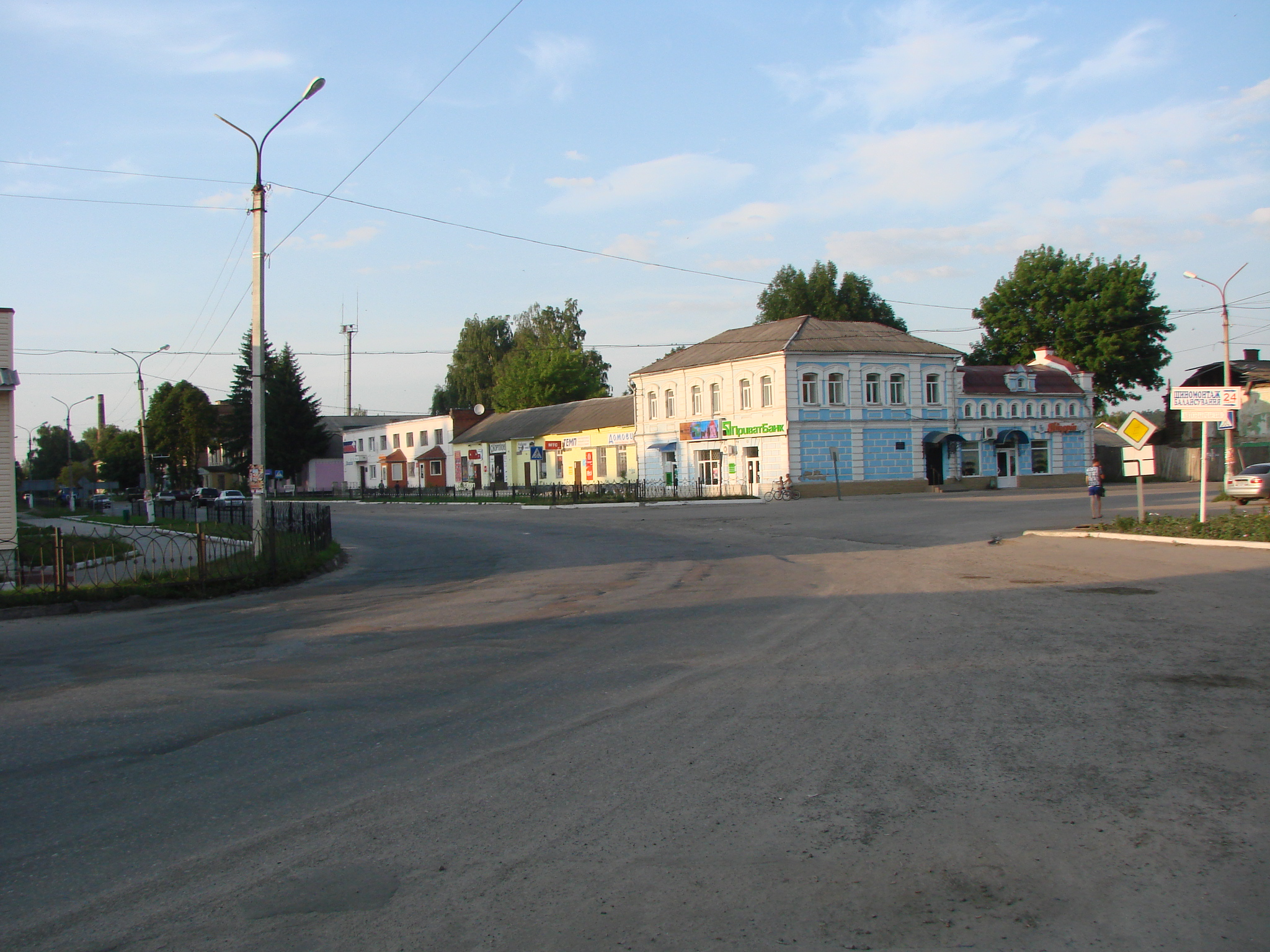
Загальний вид на будинок (липень 2009)
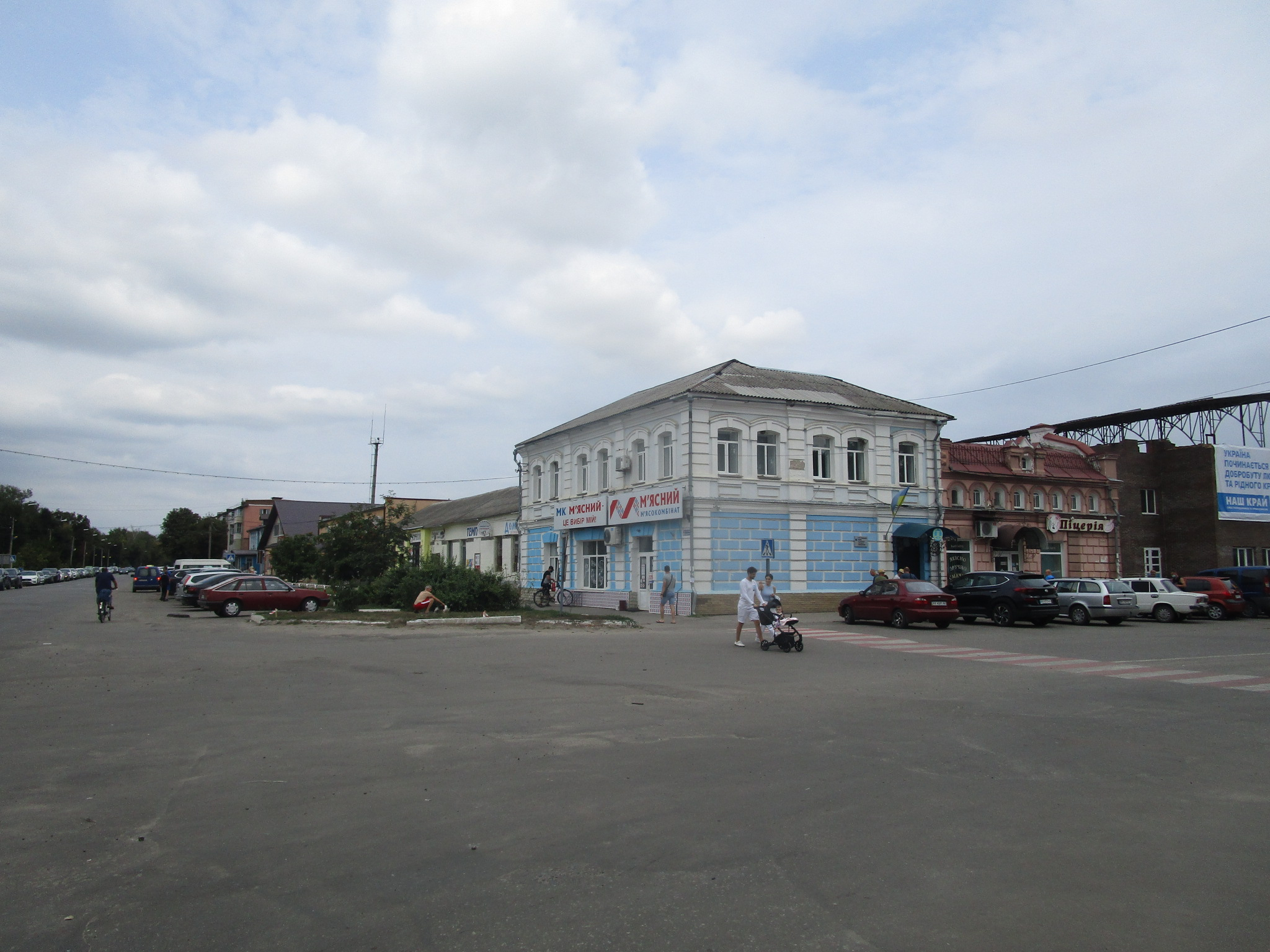
Загальний вид на будинок (серпень 2021)
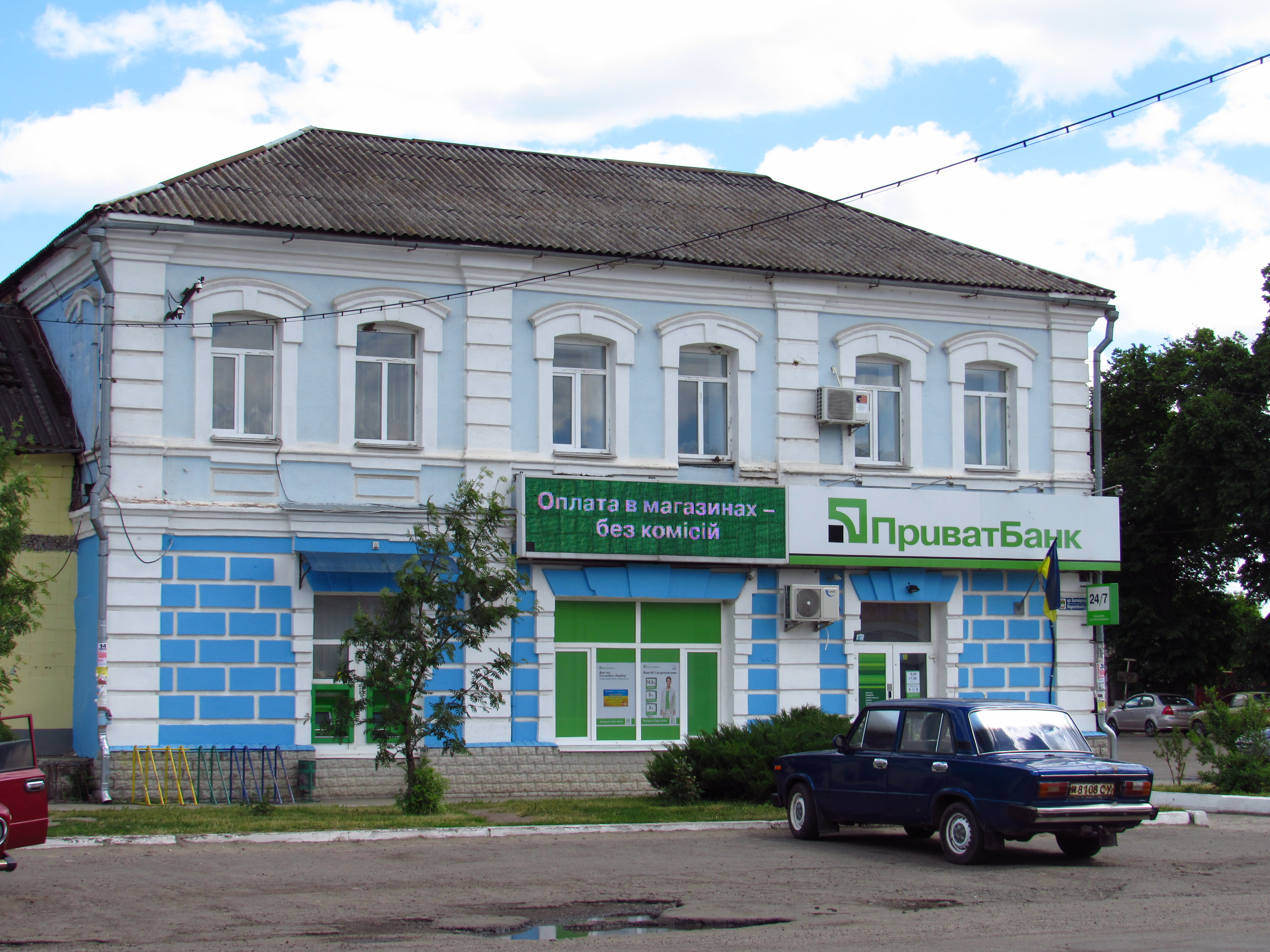
Вид зблизька (червень 2017)
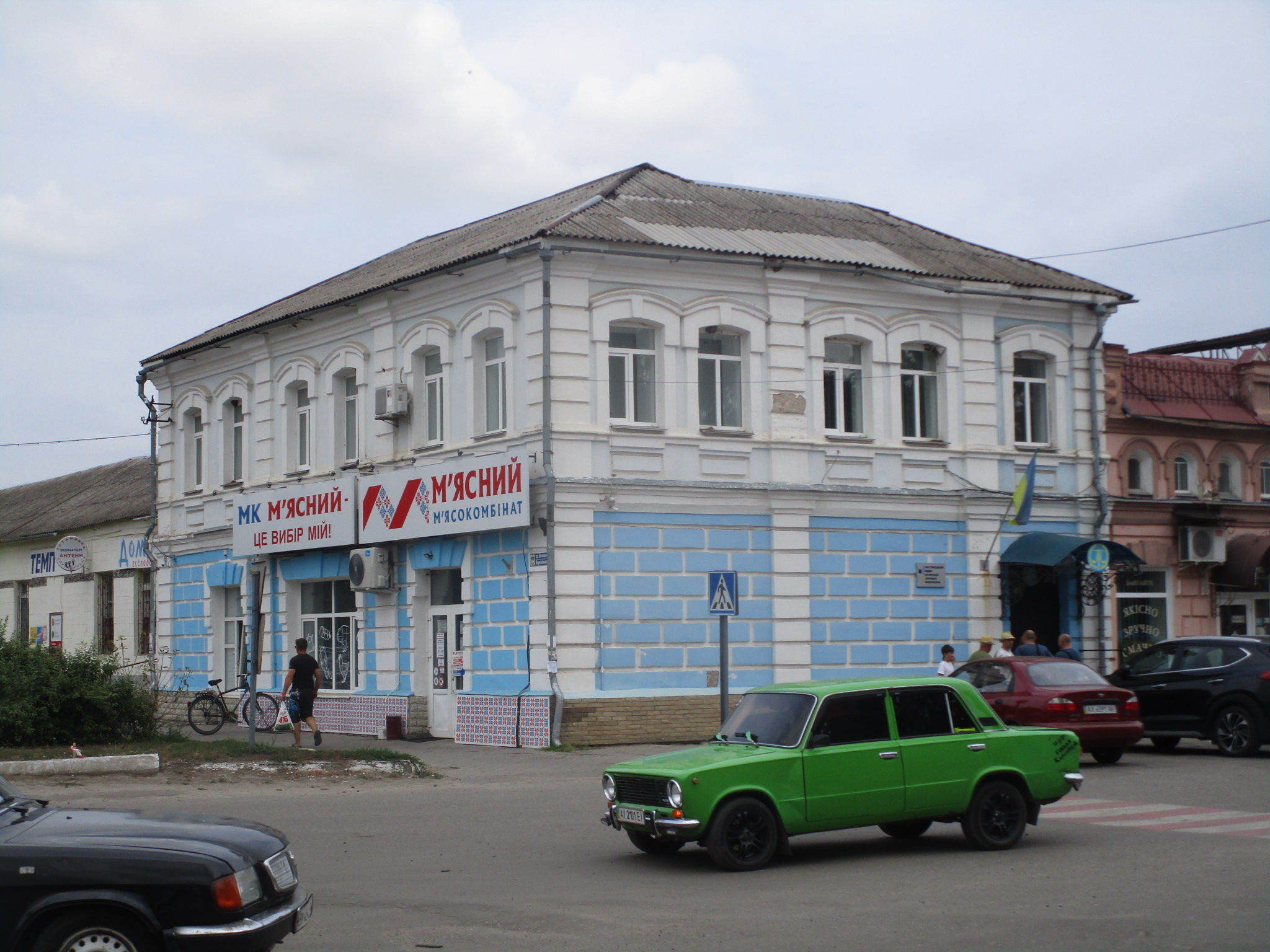
Вид зблизька (серпень 2021)